# Antwerp Giants
El Antwerp Giants, conocido por motivos de patrocinio como Telenet Giants Antwerp, es un club de baloncesto profesional de la ciudad de Amberes, que milita en la BNXT League, la nueva liga fruto de la fusión de la Dutch Basketball League neerlandesa y la Pro Basketball League belga. Disputa sus partidos en el Lotto Arena, con capacidad para 5218 espectadores. El club fue creado a partir de la fusión de Sobabee y Racing Mechelen BC. Entonces llamado Racing Basket Antwerpen, fue rebautizado a Antwerp Giants en 2005

## Historia
En 1995 , Sobabee de Amberes y Racing Mechelen BC se fusionaron dando lugar a Racing Basket Antwerpen. El club hizo su debut en el escenario más alto de Bélgica, en la temporada 1998-99. Amberes fue uno de los 3 mejores equipos hasta 2001. En la temporada 1999-2000 el club ganó su primer campeonato nacional como Telindus Antwerpen, al vencer a Oostende 3-1 en las Finales . El equipo sufrió un revés después de ganar el campeonato y terminó en el sexto séptimo y octavo lugar durante cinco temporadas consecutivas . En 2007 el club ganó su tercer trofeo, al ganar la Copa de Baloncesto de Bélgica por segunda vez .
El segundo equipo del club juega en la Segunda División de Bélgica, mientras que el equipo femenino participa en la competición regional .
El equipo tiene el récord de asistencia en un partido de baloncesto en Bélgica con 17.135 espectadores el 31 de enero de 2015, durante su partido contra el Spirou Charleroi en el Sportpaleis.

## Nombres
- 1996–1999: Racing Basket Antwerpen
- 1999–2004: Racing Basket Antwerpen Telindus
- 2005–2006: Racing Basket Antwerpen Daewoo
- 2006–2008: Antwerp Giants Sanex
- 2008–2011: Antwerp Diamond Giants
- 2011–presente: Port of Antwerp Giants

## Posiciones en Liga
| Temporada | Nivel | Liga       | Pos. | G–P   | Copa de Bélgica  | Competiciones europeas | Competiciones europeas | Competiciones europeas |
| --------- | ----- | ---------- | ---- | ----- | ---------------- | ---------------------- | ---------------------- | ---------------------- |
| 2010–11   | 1     | Division I | 5º   | 18–17 | Semifinalista    | 3 EuroChallenge        | L16                    | 4–1–3                  |
| 2011–12   | 1     | Division I | 3º   | 23–11 | Finalista        | 3 EuroChallenge        | T16                    | 6–6                    |
| 2012–13   | 1     | Division I | 5º   | 17–13 | Last 16          | 3 EuroChallenge        | RS                     | 4–2                    |
| 2013–14   | 1     | Division I | 4º   | 21–21 | Finalista        | 3 EuroChallenge        | T16                    | 7–5                    |
| 2014–15   | 1     | Division I | 6º   | 16–17 | Semifinalista    | 3 EuroChallenge        | T16                    | 6–6                    |
| 2015–16   | 1     | Division I | 5º   | 14–16 | Finalista        | 3 FIBA Europe Cup      | QF                     | 13–4                   |
| 2016–17   | 1     | Division I | 3º   | 25–17 | Cuartos de final | 4 FIBA Europe Cup      | R2                     | 8–4                    |
| 2017–18   | 1     | Division I | 2º   | 27–9  | Cuartos de final | 3 Champions League     | QR3                    | 5–1                    |
| 2017–18   | 1     | Division I | 2º   | 27–9  | Cuartos de final | 4 FIBA Europe Cup      | RS                     | 3–3                    |

## Palmarés
- Liga belga (1): 2000
  - Subcampeón (2): 2018, 2019

- Copa de Bélgica (5): 2000, 2007, 2019, 2020, 2023
  - Subcampeón (2): 2012, 2014

- Supercopa Belga (2): 2007, 2016
  - Subcampeón (2): 2000, 2014

## Jugadores destacados
| - Gabriel Mikulas - Aleksandar Glintić - Vinny Arrendell - Herbert Baert - Ismaël Bako - Abel Baptista - Alhassan Barrie - Paul Bayer - Christophe Beghin - Piet De Bel - Sebastien Bellin - Frederik Biot - Rafael Bogaerts - Jozef Casteels - Kenneth Desloovere - Dennis Donkor - Thomas Dreesen - Yannick Driesen - Yves Dupont - Gianni Fiermans - Senne Geukens - Maarten Goethaert - Brecht Guillemyn - Dave d'Haens - Danny Herman - Jef Van der Jonckheyd - Ordane Kanda-Kanyinda - Michael Krikemans - Thomas Lamot - Pieter Loridon - Domien Loubry - Dorian Marchant - Joeri Moonen - Roel Moors - Randy Oveneke |  | - Maarten Rademakers - Roby Rogiers - Andreas Rojas-Palma - Sam Rotsaert - Leo De Rycke - Rik Samaey - Stefan Sappenberghs - Tom Schellemans - Yoeri Schoepen - Kris Sergeant - Lennert Swaeb - Thomas De Thaey - Duke Tshomba - Gerben Van Dorpe - Wim Vandenweyer - Andy Van Vliet - Thomas Van De Vondel - Hans Vanwijn - Vincent Verbeeck - Thibaut Vervoort - Niels Vinckx - Lee Wouters - Maxime De Zeeuw - Marius Mwendanga - Bob Tshitenge - Damir Milačić - Igor Starčević - Roger Huggins - David Arigbabu - Zsolt Bencsik - Péter Lóránt - Herbert Arnarson - Helgi Guðfinnsson - Gur Shelef - Ilia Bocevski |  | - Mladen Šekularac - Vincent Krieger - Francisco de Miranda - Nick Oudendag - Bas de Voogd - Tunji Awojobi - Mirosław Łopatka - Miloš Babić - Aleksandar Marelja - Salah Mejri - Kostyantyn Galenkin - Bogdan Karebin - Ryan Anderson - Dwayne Archbold - Kirk Archibeque - Tezale Archie - Charles Bennett - Timothy Black - Graham Brown - Jordan Callahan - Jason Clark - Gyasi Cline-Heard - Gary Collier - Demetrius Conger - Tremmell Darden - Kevin Dillard - Dave Dudzinski - Kyle Fogg - Thomas Gardner - Brandon Gay - Darius Hall - Corey Hawkins - Otis Hill - Bryan Hopkins - Michael Huger |  | - Maurice Ingram - Tyler Kalinoski - Kevin Langford - Paris Lee - Jason Love - Micah Mason - Len Matela - Kelley McClure - Nakiae Miller - Mike Morrison - J.S. Nash - Ed Norvell - Ryan Pearson - Kevin Punter - LaMarcus Reed III - Victor Sanders - Carleton Scott - Ryan Sears - Benjamin Simons - Mike Smith - Barry Stewart - Trent Strickland - Jae'Sean Tate - Scott Thomas - Gregg Thondique - Frank Turner - Ayinde Ubaka - Brandon Ubel - Julian Vaughn - Kwame Vaughn - Clayton Vette - Durell Vinson - Brad Waldow - Gavin Ware - Alan Wiggins |  | - Darnell Wilson - / Ron Vercruyssen - / Travis Stel - / Anthony Chada - / Leigh Enobakhare - / Hugo Sterk - / Aleksander Lichodziejewski - / Marko Špica - / Jean-Marc Mwema - / David Toya - / Ralph Biggs - / Ron Ellis - / Ian Hanavan - / Alan Voskuil - / DeAndre Kane - / John O'Connell - / Joe Ingegneri - / Brian Lynch - / Shaun Stonerook - / Chris Young - / Moses Kingsley - / Mikh McKinney - / Melsahn Basabe - / Michael Roll - / Shane Kline-Ruminski |